# Distritos de Francia
Los 100 departamentos franceses (départements), al frente de cada uno de los cuales se sitúa un prefecto, se dividen en 342 distritos (arrondissements) que, liderados por un subprefecto, tienen por misión ayudar a aquel en la aplicación de las políticas territoriales y administrativas del Estado francés.
La capital de un distrito se llama sous-préfecture (subprefectura) excepto cuando se trata del distrito de la propia capital departamental, que mantiene la denominación de préfecture (prefectura), si bien cumple con las mismas funciones para con el resto de las comunas de su distrito.
Los distritos agrupan a un número determinado de comunas, la división administrativa básica, que además se agrupan en diferentes cantones, organización que cumple las funciones de partido judicial (sede del Tribunal de Primera Instancia) y de manera regular, de circunscripción electoral.
En las ciudades de París, Lyon y Marsella también se denominan arrondissements a las divisiones administrativas que agrupan a los diferentes barrios y al frente de los cuales se designa un maire o alcalde.

## Historia
Entre 1790 y 1800 en Francia, los districts fueron el primer nivel de subdivisión de los départements, y fueron posteriormente reemplazados por los arrondissements. Durante parte del siglo XX, se denominó district a una forma de mancomunidad de municipios.